# Bogdana
Bogdana je žensko osebno ime.

## Izvor imena
Bogdana je ženska oblika imena Bogdan.

## Različice imena
- ženske različice imena: Boga, Bogica, Bogdanica, Bogdanka, Dana
- pomensko sorodna imena: Bogoljuba, Bogomila, Bogomira, Bogoslava, Božidara, Boža, Božena

## Tujejezikovne različice imena
- pri Čehih, Slovakih: Bohdana
- pri Poljakih: Bogdana
- pri Ukrajincih: Богдана

## Pogostost imena
Po podatkih Statističnega urada Republike Slovenije je bilo na dan 31. decembra 2007 v Sloveniji število ženskih oseb z imenom Bogdana: 328.

## Osebni praznik
V koledarju je ime Bogdana zapisano skupaj z Bogdanom; god praznuje 8. novembra.